# Chondrilla (plante)
Cet article concerne le genre de plantes. Pour le genre d'éponges, voir Chondrilla (éponge).
Genre
Chondrilla est un genre de plantes à fleurs de la famille des Astéracées. 

## Liste d'espèces
Selon BioLib (22 mai 2021) :
- Chondrilla chondrilloides (ARD) H. Karst[2]
- Chondrilla juncea L.
- Chondrilla pauciflora Ledeb.
- Chondrilla ramosissima Sm.
- Chondrilla spinosa Lamond & V. A. Matthews
- Chondrilla urumoffii Degen